# قريقا بولي
قريقا بولي (بالإيطالية: Grega Bole)‏ مواليد 13 أغسطس 1985 في سلوفينيا، هو دراج سلوفيني في صنف سباق الدراجات على الطريق. شارك في دورة الألعاب الأولمبية الصيفية.

## روابط خارجية
- قريقا بولي على موقع الاتحاد الدولي للدراجات (الإنجليزية)
- قريقا بولي على موقع أرشيف الدراجات (الإنجليزية)
- قريقا بولي على موقع إحصائيات الدراجات الإحترافية (الإنجليزية)
- قريقا بولي على موقع نسبة الدراجات (الإنجليزية)
- قريقا بولي على موقع CycleBase (الإنجليزية)
- قريقا بولي على موقع أوليمبيديا (الإنجليزية)